# 国際連合安全保障理事会決議の一覧 (801-900)
| 決議 | 日付           | 投票        | 備考                                                                                               | 文書リンク                                   |
| --- | -------------- | ----------- | -------------------------------------------------------------------------------------------------- | -------------------------------------------- |
| 1993年安全保障理事会理事国 · 中国 フランス ロシア イギリス アメリカ合衆国 · ブラジル カーボベルデ ジブチ スペイン ハンガリー 日本 モロッコ ニュージーランド パキスタン ベネズエラ   |                |             | |                                              |
| 801 | 1993年1月8日   | 無投票採択  | チェコの加盟について                                                                               | 原文 ウィキソース(英語) ウィキソース日本語訳 |
| 802 | 1993年1月25日  | 全会一致    | 国連保護地域におけるクロアチア軍の敵対行動について非難                                             | 原文 ウィキソース(英語)                      |
| 803 | 1993年1月28日  | 全会一致    | 国際連合レバノン暫定駐留軍の活動期限延長                                                           | 原文 ウィキソース(英語)                      |
| 804 | 1993年1月29日  | 全会一致    | 第二次国際連合アンゴラ検証団の活動期限延長                                                         | 原文 ウィキソース(英語)                      |
| 805 | 1993年2月4日   | 全会一致    | 死去により欠員となった国際司法裁判所判事を補充する選挙の期日決定                                   | 原文 ウィキソース(英語)                      |
| 806 | 1993年2月5日   | 全会一致    | 国際連合イラク・クウェート監視団の強化                                                             | 原文 ウィキソース(英語)                      |
| 807 | 1993年2月19日  | 全会一致    | 国際連合保護軍の活動期限延長                                                                       | 原文 ウィキソース(英語)                      |
| 808 | 1993年2月22日  | 全会一致    | 旧ユーゴスラビア国際戦犯法廷設置の提案                                                             | 原文 ウィキソース(英語)                      |
| 809 | 1993年3月2日   | 全会一致    | 西サハラの選挙について                                                                             | 原文 ウィキソース(英語)                      |
| 810 | 1993年3月8日   | 全会一致    | カンボジア議会選挙の実施について                                                                   | 原文 ウィキソース(英語)                      |
| 811 | 1993年3月12日  | 全会一致    | アンゴラ全面独立民族同盟との交渉決裂について                                                       | 原文 ウィキソース(英語)                      |
| 812 | 1993年3月12日  | 全会一致    | ルワンダの和平について                                                                             | 原文 ウィキソース(英語)                      |
| 813 | 1993年3月26日  | 全会一致    | リベリアの和平について                                                                             | 原文 ウィキソース(英語)                      |
| 814 | 1993年3月26日  | 全会一致    | 第二次国際連合ソマリア活動の設立について                                                           | 原文 ウィキソース(英語)                      |
| 815 | 1993年3月30日  | 全会一致    | 国際連合保護軍の活動期限延長                                                                       | 原文 ウィキソース(英語)                      |
| 816 | 1993年3月31日  | 採択 14-0-1 | ボスニア・ヘルツェゴヴィナ空域の飛行禁止期限延長                                                   | 原文 ウィキソース(英語)                      |
| 817 | 1993年4月7日   | 全会一致    | マケドニア旧ユーゴスラビア共和国の加盟について                                                     | 原文 ウィキソース(英語) ウィキソース日本語訳 |
| 818 | 1993年4月14日  | 全会一致    | モザンビークの和平について                                                                         | 原文 ウィキソース(英語)                      |
| 819 | 1993年4月16日  | 全会一致    | スレブレニツァの安全地帯化、遵守を呼びかけ。ユーゴスラビアへセルビア人勢力支援の停止を要求         | 原文 ウィキソース(英語)                      |
| 820 | 1993年4月17日  | 採択 13-0-2 | ボスニア・ヘルツェゴビナの平和計画。ユーゴスラビアに対する追加制裁                                 | 原文 ウィキソース(英語)                      |
| 821 | 1993年4月28日  | 採択 13-0-2 | ユーゴスラビア連邦が旧ユーゴスラビアを継承せず、国連経済社会理事会の参加資格がないことを総会へ勧告 | 原文 ウィキソース(英語)                      |
| 822 | 1993年4月30日  | 全会一致    | ナゴルノ・カラバフ戦争について、停戦の呼びかけ、占領地からの撤退要求                               | 原文 ウィキソース(英語)                      |
| 823 | 1993年4月30日  | 全会一致    | 第二次国際連合アンゴラ検証団の活動期限延長                                                         | 原文 ウィキソース(英語)                      |
| 824 | 1993年5月6日   | 全会一致    | ボスニア・ヘルツェゴヴィナの各都市の安全地帯宣言、遵守呼びかけ。                                   | 原文 ウィキソース(英語)                      |
| 825 | 1993年5月11日  | 採択 13-0-2 | 北朝鮮の核拡散防止条約脱退表明について                                                             | 原文 ウィキソース(英語) ウィキソース日本語訳 |
| 826 | 1993年5月20日  | 全会一致    | カンボジアで実施された選挙について                                                                 | 原文 ウィキソース(英語)                      |
| 827 | 1993年5月25日  | 全会一致    | 旧ユーゴスラビア国際戦犯法廷の設置について                                                         | 原文 ウィキソース(英語)                      |
| 828 | 1993年5月26日  | 無投票採択  | エリトリアの加盟について                                                                           | 原文 ウィキソース(英語) ウィキソース日本語訳 |
| 829 | 1993年5月26日  | 無投票採択  | モナコの加盟について                                                                               | 原文 ウィキソース(英語) ウィキソース日本語訳 |
| 830 | 1993年5月26日  | 全会一致    | 国際連合兵力引き離し監視軍の活動期限延長                                                           | 原文 ウィキソース(英語)                      |
| 831 | 1993年5月27日  | 採択 14-0-1 | 国際連合キプロス平和維持軍の活動期限延長、予算と再編について                                       | 原文 ウィキソース(英語)                      |
| 832 | 1993年5月27日  | 全会一致    | 国際連合エルサルバドル監視団の活動期限延長、権限拡大                                               | 原文 ウィキソース(英語)                      |
| 833 | 1993年5月27日  | 全会一致    | イラン・クウェートの国境について                                                                   | 原文 ウィキソース(英語)                      |
| 834 | 1993年6月1日   | 全会一致    | 第二次国際連合アンゴラ検証団の活動期限延長                                                         | 原文 ウィキソース(英語)                      |
| 835 | 1993年6月2日   | 全会一致    | カンボジア議会選挙の完了                                                                           | 原文 ウィキソース(英語)                      |
| 836 | 1993年6月4日   | 採択 13-0-2 | 国際連合保護軍の活動期限延長、武力行使の容認                                                       | 原文 ウィキソース(英語)                      |
| 837 | 1993年6月6日   | 全会一致    | 第二次国際連合ソマリア活動に対する攻撃を非難                                                       | 原文 ウィキソース(英語)                      |
| 838 | 1993年6月10日  | 全会一致    | ボスニア・ヘルツェゴヴィナとユーゴスラビア国境への監視団派遣の検討について                         | 原文 ウィキソース(英語)                      |
| 839 | 1993年6月11日  | 全会一致    | 国際連合キプロス平和維持軍の活動期限延長                                                           | 原文 ウィキソース(英語)                      |
| 840 | 1993年6月15日  | 全会一致    | カンボジアで実施された選挙の結果について                                                           | 原文 ウィキソース(英語)                      |
| 841 | 1993年6月16日  | 全会一致    | ハイチに対する制裁                                                                                 | 原文 ウィキソース(英語)                      |
| 842 | 1993年6月18日  | 全会一致    | マケドニア旧ユーゴスラビア共和国への国際連合保護軍の追加派遣                                       | 原文 ウィキソース(英語)                      |
| 843 | 1993年6月18日  | 全会一致    | 決議724に基づき設立された委員会が憲章50条の規定に基づく援助要請の審査も管轄していることを確認      | 原文 ウィキソース(英語)                      |
| 844 | 1993年6月18日  | 全会一致    | 国際連合保護軍の強化                                                                               | 原文 ウィキソース(英語)                      |
| 845 | 1993年6月18日  | 全会一致    | マケドニア旧ユーゴスラビア共和国の名称について                                                     | 原文 ウィキソース(英語)                      |
| 846 | 1993年6月22日  | 全会一致    | 国際連合ウガンダ・ルワンダ監視団の設立について                                                     | 原文 ウィキソース(英語)                      |
| 847 | 1993年6月30日  | 全会一致    | 国際連合保護軍の活動期限延長                                                                       | 原文 ウィキソース(英語)                      |
| 848 | 1993年7月8日   | 無投票採択  | アンドラの加盟について                                                                             | 原文 ウィキソース(英語) ウィキソース日本語訳 |
| 849 | 1993年7月9日   | 全会一致    | ジョージアアブハジアへの軍事監視団の派遣について                                                   | 原文 ウィキソース(英語)                      |
| 850 | 1993年7月9日   | 全会一致    | モザンビークの和平と新しい軍の創設                                                                 | 原文 ウィキソース(英語)                      |
| 851 | 1993年7月15日  | 全会一致    | 第二次国際連合アンゴラ検証団の活動期限延長                                                         | 原文 ウィキソース(英語)                      |
| 852 | 1993年7月28日  | 全会一致    | 国際連合レバノン暫定駐留軍の活動期限延長                                                           | 原文 ウィキソース(英語)                      |
| 853 | 1993年7月29日  | 全会一致    | アゼルバイジャンの占領地について                                                                   | 原文 ウィキソース(英語)                      |
| 854 | 1993年8月6日   | 全会一致    | アブハジアへの軍事監視団先遣隊派遣について                                                         | 原文 ウィキソース(英語)                      |
| 855 | 1993年8月9日   | 採択 14-0-1 | 全欧安全保障協力会議のコソボなどでの活動の許可をユーゴスラビアが拒絶した件について                 | 原文 ウィキソース(英語)                      |
| 856 | 1993年8月10日  | 全会一致    | 国際連合リベリア監視団設立の提案について                                                           | 原文 ウィキソース(英語)                      |
| 857 | 1993年8月20日  | 全会一致    | 旧ユーゴスラビア国際戦犯法廷の判事推薦                                                             | 原文 ウィキソース(英語)                      |
| 858 | 1993年8月24日  | 全会一致    | 国際連合グルジア監視団の設立について                                                               | 原文 ウィキソース(英語)                      |
| 859 | 1993年8月24日  | 全会一致    | ボスニア・ヘルツェゴヴィナにおける戦争の包括的な政治的解決                                         | 原文 ウィキソース(英語)                      |
| 860 | 1993年8月27日  | 全会一致    | 国際連合カンボジア暫定統治機構の活動終了                                                           | 原文 ウィキソース(英語)                      |
| 861 | 1993年8月27日  | 全会一致    | ハイチに対する制裁の停止                                                                           | 原文 ウィキソース(英語)                      |
| 862 | 1993年8月31日  | 全会一致    | 国際連合ハイチ・ミッションの設立提案と先遣隊派遣                                                   | 原文 ウィキソース(英語)                      |
| 863 | 1993年9月13日  | 全会一致    | モザンビークにおける和平協定の実施                                                                 | 原文 ウィキソース(英語)                      |
| 864 | 1993年9月15日  | 全会一致    | 第二次国際連合アンゴラ検証団の活動期限延長                                                         | 原文 ウィキソース(英語)                      |
| 865 | 1993年9月22日  | 全会一致    | ソマリアにおける和平プロセスについて                                                               | 原文 ウィキソース(英語)                      |
| 866 | 1993年9月22日  | 全会一致    | 国際連合リベリア監視団の設立について                                                               | 原文 ウィキソース(英語)                      |
| 867 | 1993年9月23日  | 全会一致    | 国際連合ハイチ・ミッションの設立について                                                           | 原文 ウィキソース(英語)                      |
| 868 | 1993年9月29日  | 全会一致    | 国際平和維持活動のための新たな義務について                                                         | 原文 ウィキソース(英語)                      |
| 869 | 1993年9月30日  | 全会一致    | 国際連合保護軍の活動期限延長                                                                       | 原文 ウィキソース(英語)                      |
| 870 | 1993年10月1日  | 全会一致    | 国際連合保護軍の活動期限延長                                                                       | 原文 ウィキソース(英語)                      |
| 871 | 1993年10月4日  | 全会一致    | 国際連合保護軍の活動期限延長。クロアチアにおける平和維持活動                                       | 原文 ウィキソース(英語)                      |
| 872 | 1993年10月5日  | 全会一致    | 国際連合ルワンダ支援団の設立について                                                               | 原文 ウィキソース(英語)                      |
| 873 | 1993年10月13日 | 全会一致    | ハイチに対する制裁停止の終了                                                                       | 原文 ウィキソース(英語)                      |
| 874 | 1993年10月14日 | 全会一致    | ナゴルノ・カラバフ戦争の和平について                                                               | 原文 ウィキソース(英語)                      |
| 875 | 1993年10月16日 | 全会一致    | ハイチに対する制裁                                                                                 | 原文 ウィキソース(英語)                      |
| 876 | 1993年10月19日 | 全会一致    | アブハジア戦争における停戦協定違反について                                                         | 原文 ウィキソース(英語)                      |
| 877 | 1993年10月21日 | 無投票採択  | 旧ユーゴスラビア国際戦犯法廷の検察官任命                                                           | 原文 ウィキソース(英語)                      |
| 878 | 1993年10月29日 | 全会一致    | 第二次国際連合ソマリア活動の活動期限延長                                                           | 原文 ウィキソース(英語)                      |
| 879 | 1993年10月29日 | 全会一致    | 国際連合モザンビーク活動の活動期限延長                                                             | 原文 ウィキソース(英語)                      |
| 880 | 1993年11月4日  | 全会一致    | 国際連合カンボジア暫定統治機構の活動終了                                                           | 原文 ウィキソース(英語)                      |
| 881 | 1993年11月4日  | 全会一致    | 国際連合グルジア監視団の活動期限延長                                                               | 原文 ウィキソース(英語)                      |
| 882 | 1993年11月5日  | 全会一致    | 国際連合モザンビーク活動の活動期限延長                                                             | 原文 ウィキソース(英語)                      |
| 883 | 1993年11月11日 | 採択 11-0-4 | リビアに対する追加制裁                                                                             | 原文 ウィキソース(英語)                      |
| 884 | 1993年11月12日 | 全会一致    | ナゴルノ・カラバフの衝突について                                                                   | 原文 ウィキソース(英語)                      |
| 885 | 1993年11月16日 | 全会一致    | 第二次国際連合ソマリア活動に対する攻撃についての調査委員会設立について                             | 原文 ウィキソース(英語)                      |
| 886 | 1993年11月18日 | 全会一致    | 第二次国際連合ソマリア活動の活動期限延長                                                           | 原文 ウィキソース(英語)                      |
| 887 | 1993年11月29日 | 全会一致    | 国際連合兵力引き離し監視軍の活動期限延長                                                           | 原文 ウィキソース(英語)                      |
| 888 | 1993年11月30日 | 全会一致    | 国際連合エルサルバドル監視団の活動期限延長                                                         | 原文 ウィキソース(英語)                      |
| 889 | 1993年12月15日 | 全会一致    | 国際連合キプロス平和維持軍の活動期限延長                                                           | 原文 ウィキソース(英語)                      |
| 890 | 1993年12月15日 | 全会一致    | 第二次国際連合アンゴラ検証団の活動期限延長                                                         | 原文 ウィキソース(英語)                      |
| 891 | 1993年12月20日 | 全会一致    | 国際連合ウガンダ・ルワンダ監視団の活動期限延長                                                     | 原文 ウィキソース(英語)                      |
| 892 | 1993年12月22日 | 全会一致    | 国際連合グルジア監視団への軍事監視団の派遣                                                         | 原文 ウィキソース(英語)                      |
| 1994年安全保障理事会理事国 · 中国 フランス ロシア イギリス アメリカ合衆国 · アルゼンチン ブラジル チェコ ジブチ スペイン ナイジェリア ニュージーランド オマーン パキスタン ルワンダ |                |             | |                                              |
| 893 | 1994年1月6日   | 全会一致    | 国際連合ルワンダ支援団の展開とアルーシャ平和協定の実施                                             | 原文 ウィキソース(英語)                      |
| 894 | 1994年1月14日  | 全会一致    | 南アフリカにおける選挙に対する国連国際監視団派遣について                                           | 原文 ウィキソース(英語)                      |
| 895 | 1994年1月28日  | 全会一致    | 国際連合レバノン暫定駐留軍の活動期限延長                                                           | 原文 ウィキソース(英語)                      |
| 896 | 1994年1月31日  | 全会一致    | ジョージアのアブハジアにおける平和維持軍の設立                                                     | 原文 ウィキソース(英語)                      |
| 897 | 1994年2月4日   | 全会一致    | 第二次国際連合ソマリア活動の継続                                                                   | 原文 ウィキソース(英語)                      |
| 898 | 1994年2月23日  | 全会一致    | モザンビークにおける国連警察の設置について                                                         | 原文 ウィキソース(英語)                      |
| 899 | 1994年3月4日   | 全会一致    | 国境確定後のクウェートに資産のあるイラク民間人に対する補償                                         | 原文 ウィキソース(英語)                      |
| 900 | 1994年3月4日   | 全会一致    | ボスニア・ヘルツェゴヴィナのサラエボ周辺の復旧について                                             | 原文 ウィキソース(英語)                      |